# جامعة هواري بومدين للعلوم والتكنولوجيا
جامعة هواري بومدين للعلوم والتكنولوجيا على حجم مدينة مصغرّة تضم جامعة العلوم والتكنولوجيا هواري بومدين أكثر من 24.130 طالب في 2007م تقع في بلدية باب الزوار غير البعيدة عن العاصمة الجزائرية.
تأسست الجامعة في عام 1974م لتوفير التكوين العالي في علوم التكنولوجيا والعلوم الدقيقة، والعلوم الطبيعة وعلوم الأرض وتعتبر أكبر جامعة في الجزائر.

## لمحة تاريخية
لقد قام بتصميمها المهندس المعماري البرازيلي أوسكار نيماير. وتم افتتاح "جامعة الجزائر للعلوم التقنولوجية" رسميا عن طريق الأمر رقم 74-50 بتاريخ 25 أفريل 1974 وحملت اسم جامعة هواري بومدين للعلوم والتكنولوجيا سنة 1980، لتكون قطبا في التكوين والبحوث في مجال العلوم والتكنولوجيا.و على هذا الأساس اخذت مكان كلية العلوم بجامعة الجزائر والتي كانت تضم المدرسة الوطنية المتعددة التقنيات والتي انتمت اليها لبضع سنوات، لتصبح مستقلة بنفسها سنة 1983، بهدف تنمية التكامل والانسجام بين تطور العلوم وتطور التكنولوجيا.

## الكليات والمعاهد
- كلية الفيزياء
- كلية الرياضيات
- كلية العلوم البيولوجية
- كلية الكيمياء
- كلية الإعلام الآلي
- كلية الهندسة الكهربائية
- كلية الهندسة المدنية
- كلية الهندسة الميكانيكية وهندسة الطرائق
- كلية علوم الأرض والجغرافيا وتهيئة الإقليم

## وصلات
الموقع الرسمي لجامعة العلوم والتكنولوجيا هواري بومدين للجزائر
الصورة|تصغير|تعليق